# Landkreis Görlitz (Schlesien)

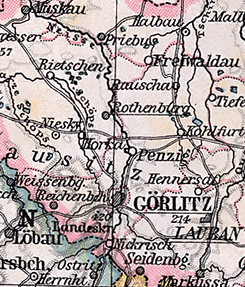
Landkreis Görlitz, 1905

Der Landkreis Görlitz bestand in der Zeit von 1816 bis 1947. Bis 1945 gehörte er zur preußischen Provinz Schlesien und umfasste Gebiete beiderseits der Lausitzer Neiße. Nach dem Zweiten Weltkrieg bestand er ohne das
Gebiet östlich der Lausitzer Neiße noch bis 1947 im Land Sachsen der Sowjetischen Besatzungszone fort.

## Territorium
Der Landkreis Görlitz umfasste am 1. Januar 1945 87 Gemeinden und den Forst-Gutsbezirk Görlitzer Kommunalheide. Der Sitz der Kreisverwaltung lag im Stadtkreis Görlitz. Nach dem Ende des Zweiten Weltkrieges umfasste der in das Land Sachsen umgegliederte Landkreis noch eine Fläche von 272 km² mit 31.207 Einwohnern.

## Verwaltungsgeschichte

### Königreich Preußen
Nach dem Wiener Kongress trat 1815 ein großer Teil der ehemals sächsischen Oberlausitz zum Regierungsbezirk Liegnitz der preußischen Provinz Schlesien. Aus Teilen davon wurde im Mai 1816 der neue Kreis Görlitz gebildet. Das Landratsamt war in Görlitz.
Zum 1. Januar 1820 erfolgte die endgültige Abgrenzung des Kreises Görlitz:
- Die Dörfer Alt Seidenberg, Bohra, Kundorf, Neu Klüx, Niclausdorf, Ober Niclausdorf, Ober- und Nieder Rudelsdorf, Osteichen, Scheibau, Stadt Seidenberg, Wilcka und Zwecka wurden aus dem Kreis Görlitz in den Kreis Lauban umgegliedert.
- Die Dörfer Groß Krauscha, Neu Krauscha und Ober-Neundorf wurden aus dem Kreis Rothenburg in den Kreis Görlitz umgegliedert.
- Die Dörfer Gruna, Hermsdorf, Hochkirch, Kieslingswalde, Kuhna, Sommerseite und Thielitz wurden aus dem Kreis Lauban in den Kreis Görlitz umgegliedert.

### Norddeutscher Bund/Deutsches Reich
Seit dem 1. Juli 1867 gehörte der Kreis zum Norddeutschen Bund und ab dem 1. Januar 1871 zum Deutschen Reich. Zum 1. Juli 1873 wurde aus der Stadt Görlitz der Stadtkreis Görlitz gebildet. Damit erhielt der bisherige Kreis Görlitz die Bezeichnung Landkreis.
Zum 8. November 1919 wurde die Provinz Schlesien aufgelöst. Aus den Regierungsbezirken Breslau und Liegnitz wurde die neue Provinz Niederschlesien gebildet. Am 1. Oktober 1925 wurden die Landgemeinde Rauschwalde und am 1. Juli 1929 die Landgemeinde Moys aus dem Landkreis Görlitz in den Stadtkreis Görlitz eingegliedert. Zum 30. September 1928 wurden auch im Landkreis Görlitz wie im übrigen Preußen nahezu alle Gutsbezirke aufgelöst und benachbarten Landgemeinden zugeteilt. Übrig blieb als Gutsbezirk die Görlitzer Kommunalheide, wobei die darin enthaltenen Wohnplätze ausgegliedert und mit benachbarten Landgemeinden vereinigt wurden.
Am 1. April 1938 wurden die preußischen Provinzen Niederschlesien und Oberschlesien wieder zu einer Provinz Schlesien zusammengeschlossen. Zum gleichen Zeitpunkt wurden die am Ostrand der Görlitzer Heide gelegenen Gemeinden Heiligensee, Mühlbock, Schnellfurt und Tiefenfurt aus dem Landkreis Görlitz ausgegliedert und unter jeweiliger Vereinigung mit den jenseits der Großen Tschirne gelegenen, in drei Fällen gleichnamigen Gemeinden in den Kreis Bunzlau eingegliedert.
Zum 18. Januar 1941 wurde die Provinz Schlesien erneut aufgelöst. Aus den Regierungsbezirken Breslau und Liegnitz wurde wieder die Provinz Niederschlesien gebildet.
Im Frühjahr 1945 wurde das Kreisgebiet durch die Rote Armee besetzt. Die Land- und Stadtkreisgebiete östlich der Lausitzer Neiße wurden ein Teil Polens, der mit dem ehemaligen östlichen Teil des Landkreises Zittau heute den Powiat Zgorzelecki bildet.

### Nach dem Zweiten Weltkrieg
Durch Befehl der Sowjetischen Militäradministration wurde der westlich der Lausitzer Neiße gelegene Teil des Landkreises am 9. Juli 1945 in das Land Sachsen umgegliedert. Am 16. Januar 1947 wurde der Landkreis mit dem benachbarten Landkreis Weißwasser zu einem neuen Landkreis Weißwasser-Görlitz mit Sitz in Weißwasser/Oberlausitz zusammengeschlossen, der wiederum am 12. Januar 1948 in Landkreis Niesky umbenannt wurde. Im Rahmen der DDR-Kreisreform 1952 wurden aus jenem die neuen Kreise Weißwasser, Niesky und Görlitz-Land gebildet. Der westlich der Neiße gelegene Teil des ehemaligen schlesischen Landkreises Görlitz lag damit im Kreis Görlitz-Land. Seit 2008 ist das linksneißische Gebiet des Landkreises Teil des deutlich größeren Landkreis Görlitz.

## Einwohnerentwicklung
| Jahr | Einwohner | Quelle |
| ---- | --------- | ------ |
| 1820 | 42.152    | [ 5 ]  |
| 1846 | 60.162    | [ 6 ]  |
| 1871 | 88.712    | [ 7 ]  |
|      |           |        |
| 1885 | 50.998    | [ 8 ]  |
| 1900 | 50.272    | [ 9 ]  |
| 1910 | 51.843    | [ 9 ]  |
| 1925 | 65.476    | [ 10 ] |
| 1939 | 60.675    | [ 10 ] |

## Landräte
- 1816–183200Wolf Christian Ludwig von Gersdorff
- 1832–184700Friedrich Georg Henning von Oertzen
- 1847–185800Ernst von Haugwitz
- 1858–186400Otto Theodor von Seydewitz
- 1864–187700Chlodwig von Sydow
- 1877–189500Damm von Seydewitz
- 1895–189600Friedrich Wilhelm Ludwig von Schwerin (vertretungsweise)
- 1896–190000Arthur von Witzleben
- 1901–191100Karl von Roeder
- 1911–191500Kurt von Hoffmann
- 1915–191600Kurt von Strachwitz (vertretungsweise)
- 1916–191700Robert von Zedlitz und Neukirch (kommissarisch)
- 1917–192400Wilhelm von Lympius
- 1925–193300Ludwig Schröter[11]
- 1933–193300Koch (vertretungsweise)
- 1933–193500Bernhard von Volkmann
- 1935–193900Karl von Reinhardt
- 1939–194500Johannes Rohne

## Kommunalverfassung
Der Kreis Görlitz gliederte sich zunächst in Städte, in Landgemeinden und selbstständige Gutsbezirke. Mit Einführung des preußischen Gemeindeverfassungsgesetzes vom 15. Dezember 1933 gab es ab dem 1. Januar 1934 eine einheitliche Kommunalverfassung für alle preußischen Gemeinden. Mit Einführung der Deutschen Gemeindeordnung vom 30. Januar 1935 trat zum 1. April 1935 im Deutschen Reich eine einheitliche Kommunalverfassung in Kraft, wonach die bisherigen Landgemeinden nun als Gemeinden bezeichnet wurden. Eine neue Kreisverfassung wurde nicht mehr geschaffen; es galt weiterhin die Kreisordnung für die Provinzen Ost- und Westpreußen, Brandenburg, Pommern, Schlesien und Sachsen vom 19. März 1881.

## Gemeinden

### Gemeinden rechts der Lausitzer Neiße
Die folgenden Gemeinden lagen östlich der Lausitzer Neiße und fielen 1945 an Polen:
- Alt Kohlfurt
- Birkenlache
- Gruna
- Haidewaldau
- Hennersdorf
- Hermsdorf
- Hohkirch
  - mit Pommerseite
- Kieslingswalde
- Kohlfurt
- Köslitz
- Kosma
- Kuhna
- Lauterbach
- Leopoldshain
- Lichtenberg
- Lissa
- Lomnitz
- Neuhammer
- Neuhaus
- Nieda
- Nieder Bielau
- Nieder Langenau
- Nieder Penzighammer
- Ober Bielau
- Ober Langenau
- Ober Penzighammer
- Penzig
- Radmeritz
- Rauscha
- Rothwasser
- Schnellförtel
- Schönberg
- Schützenhain
- Sercha
- Sohr Neundorf
- Sohra
- Stangenhain
- Steinkirchen
- Tiefenfurth (bis 1938 zum Kreis Görlitz, danach Bunzlau)
- Thielitz
- Troitschendorf
- Wendisch Ossig

Mehrere Gemeinden östlich der Lausitzer Neiße verloren vor 1945 ihre Eigenständigkeit:
- Mittel Sohra, 1930 zu Sohra
- Moys, 1929 zu Görlitz
- Nieder Sohra, 1930 zu Sohra
- Ober Sohra,  1930 zu Sohra

### Gemeinden links der Lausitzer Neiße
Die folgenden Gemeinden lagen westlich der Lausitzer Neiße und verblieben 1945 im verkleinerten Landkreis Görlitz:
- Arnsdorf
- Biesig
- Buchholz
- Deschka
- Deutsch Ossig
- Deutsch Paulsdorf
- Dittmannsdorf
- Döbschütz
- Ebersbach
- Friedersdorf
- Gersdorf
- Girbigsdorf
- Groß Biesnitz
- Groß Krauscha
- Hagenwerder
- Hilbersdorf
- Holtendorf
- Jauernick-Buschbach
- Klein Biesnitz
- Klein Neundorf
- Klingewalde
- Königshain
- Krobnitz
- Kunnersdorf
- Kunnerwitz
- Liebstein
- Markersdorf
- Melaune
- Mengelsdorf
- Meuselwitz
- Nieder Ludwigsdorf
- Niederreichenbach
- Ober Ludwigsdorf
- Ober-Neundorf
- Oberreichenbach
- Pfaffendorf
- Prachenau
- Reichenbach/O.L., Stadt
- Schlauroth
- Schöps
- Siebenhufen
- Tauchritz
- Tetta
- Weinhübel
- Zentendorf
- Zodel

Die folgenden Gemeinden verloren vor 1945 ihre Eigenständigkeit:
- Jauernick, am 1. April 1937 zu Jauernick-Buschbach
- Niecha, am 1. April 1937 zu Jauernick-Buschbach
- Rauschwalde, 1925 zu Görlitz
- Niederpfaffendorf, 1931 zu Pfaffendorf
- Oberpfaffendorf, 1931 zu Pfaffendorf

## Ortsnamen
1929 wurden die Gemeinden Kohlfurt, Dorf in Alt Kohlfurt und Kohlfurt, Bahnhof in Kohlfurt umbenannt. Unter nationalsozialistischer Herrschaft wurden 1937 folgende Änderungen von sorbischstämmigen Ortsnamen vorgenommen:
- Deschka: Auenblick,
- Krischa: Buchholz (Niederschles.),
- Niecha: Buschbach,
- Nieda: Wolfsberg (Niederschles.),
- Nikrisch: Hagenwerder,
- Posottendorf-Leschwitz: Weinhübel,
- Sercha: Burgundenau,
- Sohra: Kesselbach (Niederschles.),
- Sohr Neundorf: Florsdorf,
- Tetta: Margaretenhof (Niederschles.),
- Wendisch Ossig: Warnsdorf (Niederschles.)

Diese Änderungen wurden auch nach 1945 nicht zurückgenommen, mit Ausnahme von Deschka und Tetta.